# Зенк, Коллин
Коллин Зенк (англ. Colleen Zenk; род. 20 января 1953, Баррингтон, Иллинойс, США) — американская актриса, с карьерой в мыльных операх и бродвейских мюзиклах. Зенк наиболее известна благодаря своей роли Барбары Райан в дневной мыльной опере CBS «Как вращается мир», где она снималась с 1978 по 2010 год, вплоть до финала шоу. За 32 года в мыльной опере её персонаж, первоначально начавший путь как героиня и под конец превратившаяся в злобную «мать из ада», выжил несмотря на смертельное ранение в сердце, 15 раз был похищен, пережил химический взрыв, девять браков и прыжок с третьего этажа. За роль в мыле, Зенк трижды номинировалась на Дневную премии «Эмми» за лучшую женскую роль в драматическом сериале, в том числе и в 2011 году, за последний сезон шоу.
Зенк родилась в Баррингтоне, штат Иллинойс. Помимо мыльной оперы, она на протяжении всей своей карьеры была активна на театральной сцене, где выступала в ряде мюзиклов. На большом экране она появилась в фильме-мюзикле 1982 года «Энни», а на телевидении снялась в фильме 1993 года «Женщины на грани» с актрисами мыльных опер Дидри Холл и Лесли Чарлсон. Личная жизнь Зенк не сильно отличалась от сюжета мыльной оперы. В 2007 году она выжила в борьбе с раком горла, а в 2010 году развелась с мужем, актёром мыльных опер Марком Пинтером, спустя 23 года в браке, из-за его измен.